# هلز
هلز (به آلمانی: Helse) یک شهر در آلمان است که در دیمارشن واقع شده‌است. هلز ۹۴۶ نفر جمعیت دارد.